# Липовая Гора (Ленинградская область)
Ли́повая Гора́ — деревня в Волосовском районе Ленинградской области. Входит в состав Калитинского сельского поселения.

## История
В 1917 году деревня входила в состав Сосницкой волости Царскосельского уезда.
С 1917 по 1923 год деревня Липовая Горка входила в состав Липногорского сельсовета Калитинской волости  Детскосельского уезда.
С 1923 года в составе Озерского сельсовета Венгиссаровской волости Троцкого уезда.
С 1924 года в составе Калитинского сельсовета.
Согласно данным переписи населения СССР 1926 года в деревне Липовая Гора проживали 226 человек, большинство эстонцы, а также русские, финны, австрийцы и латыши.
С 1927 года в составе Волосовского района.
В 1928 году население деревни Липовая Горка составляло 185 человек.

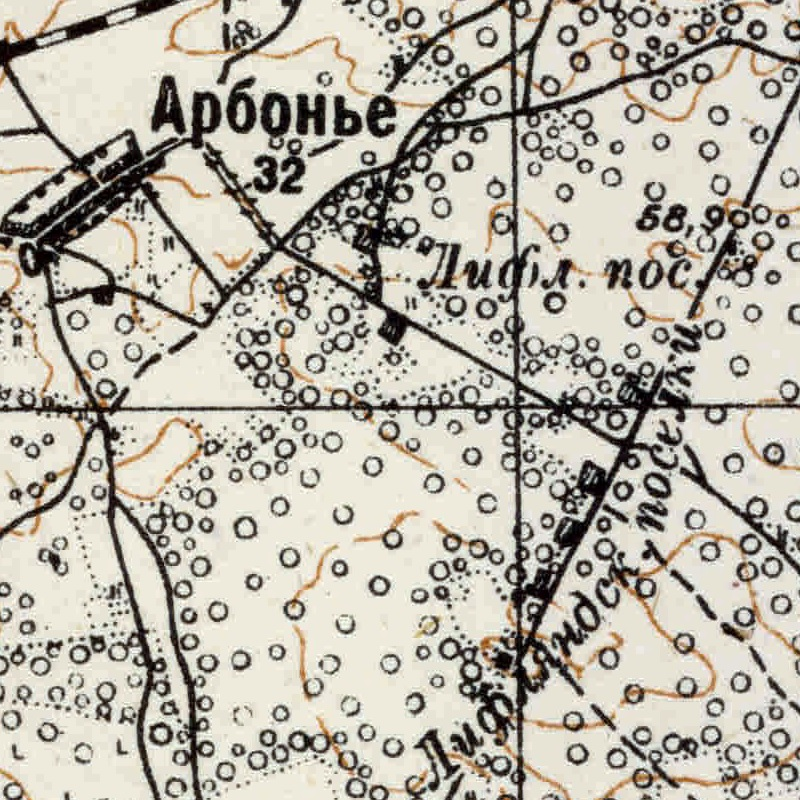
Земли деревни Липовая Гора на карте 1934 года

Согласно топографической карте РККА 1934 года на территории между деревнями Арбонье и Озёра на месте современной деревни обозначены Лифляндские посёлки.
C 1 августа 1941 года по 31 декабря 1943 года деревня находилась в оккупации. 
С 1950 года в составе Кикеринского сельсовета.
В 1958 году население деревни Липовая Горка составляло 56 человек.
С 1963 года в составе Кингисеппского района.
С 1965 года вновь в составе Волосовского района.
По данным 1966 года деревня Липовая Гора также находилась в составе Кикеринского сельсовета.
По данным 1973 и 1990 годов деревня Липовая Гора входила в состав Калитинского сельсовета.
В 1997 году в деревне проживал 1 человек, в 2002 году — 1 человек (русский), в 2007 году — также 1 человек, в 2010 году — 5 человек.

## География
Деревня расположена в восточной части района к югу от автодороги 41А-002 (Гатчина — Ополье).
Расстояние до административного центра поселения — 7,8 км.
Расстояние до ближайшей железнодорожной станции Кикерино — 5 км.

## Демография
| 1997 | 2002 | 2007 | 2010 | 2013 | 2017 |
| ---- | ---- | ---- | ---- | ---- | ---- |
| 1    | →1   | →1   | ↗5   | ↗7   | ↗13  |

### Национальный состав
Согласно данным Всероссийской переписи населения 2021 года в деревне проживали 20 человек, все русские.

## Инфраструктура
На 1 января 2013 года в деревне было зарегистрировано: домов — 18, хозяйств — 5, дачных хозяйств — 17, дачников — 33.

## Улицы
Липовая, Малиновая, 1-я Медвежья, 2-я Медвежья, Сиреневая.